# Зёйд-Кеннемерланд (национальный парк)
Национальный парк Зёйд-Кеннемерланд (нидерл. Nationaal Park Zuid-Kennemerland) — охраняемая природная территория на западе Нидерландов, в провинции Северная Голландия. Создан для охраны биосферы песчаных дюн, прилегающих к Северному морю. Парк находится к северо-западу от города Харлем, на территории коммун Блумендал, Велсен и Зандвоорт.
Парк был образован в 1995 году. Его площадь составляет 38 км², и он расположен в одной из самых населённых областей Нидерландов — Рандстад. Территория парка ограничена с запада Северным морем, а с трёх других сторон — населённой местностью. К югу от парка проходят шоссейная и железная дороги, связывающие Харлем и Зандвоорт, к востоку — железная дорога из Харлема в Эйтгеест и далее на Алкмар, с севера — город Эймёйден. В Эймёйдене, в непосредственной близости от границ парка, находится металлургический комбинат, в Зандвоорте, также у границ парка — скоростная трасса, на которой проводятся гоночные соревнования.
Национальный парк ежегодно посещают около двух миллионов человек.

## Природные зоны

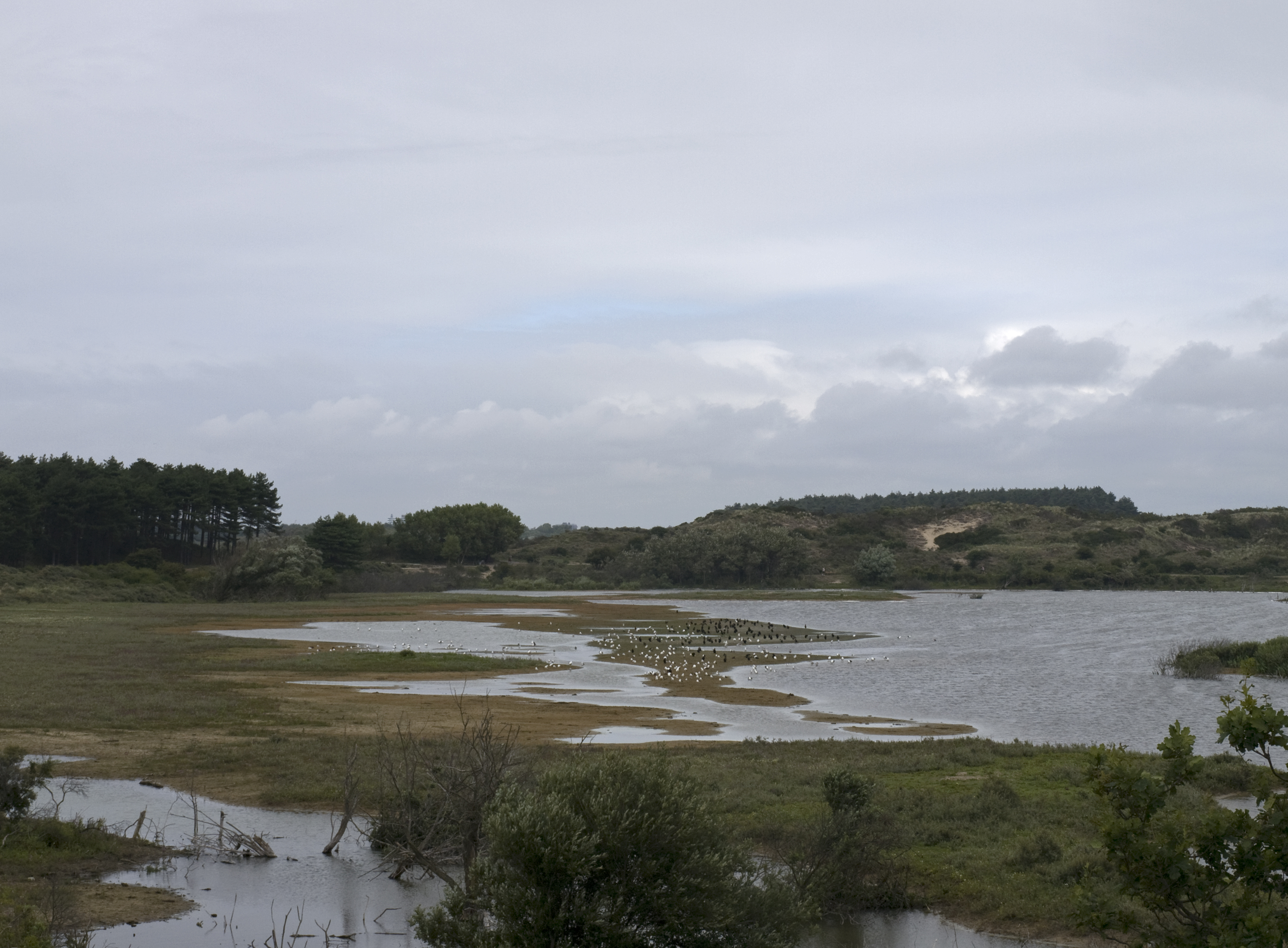
Птицы на озере Вогелмеер

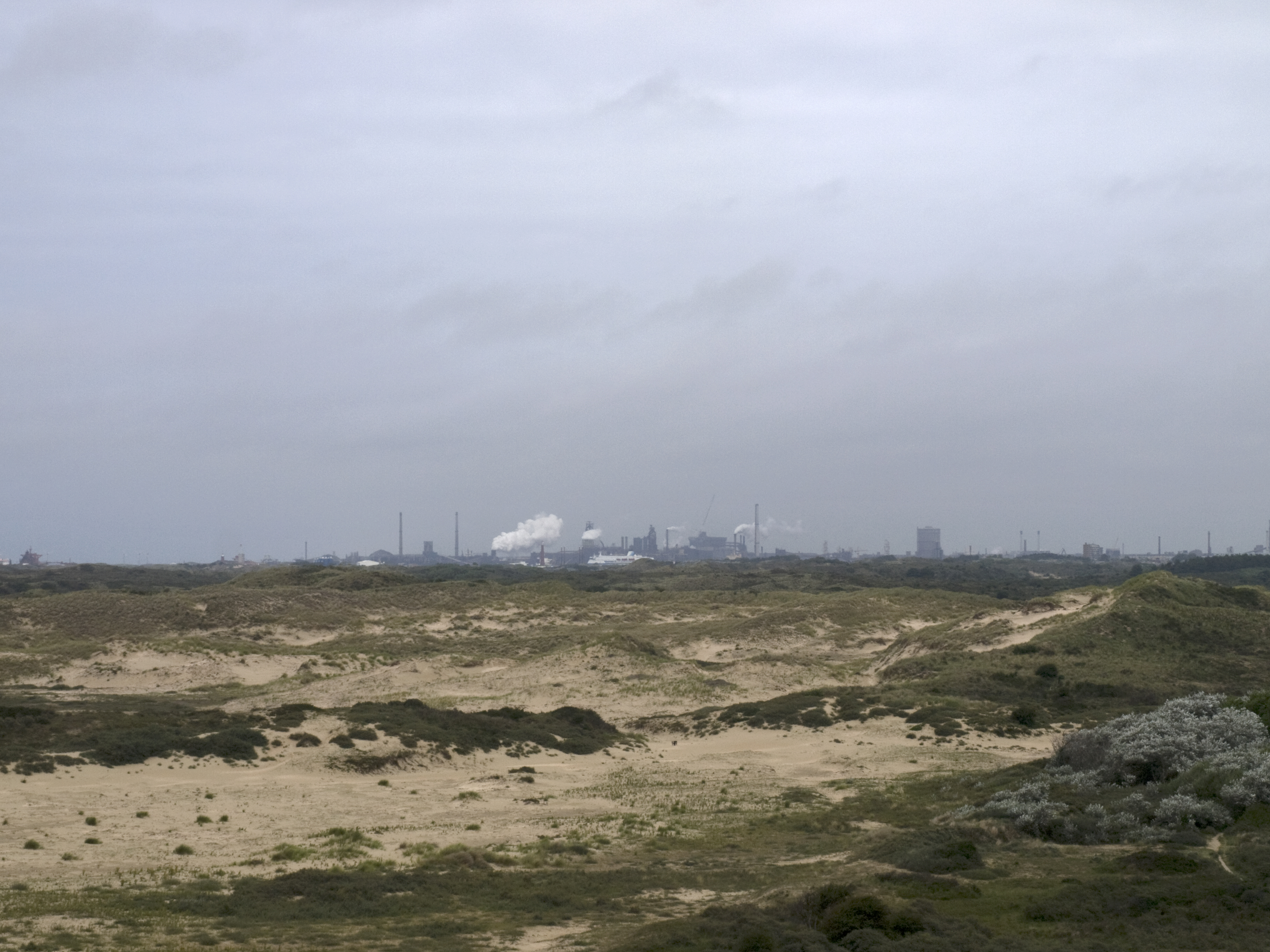
Песчаные дюны. На заднем плане металлургический завод в Эймёйдене

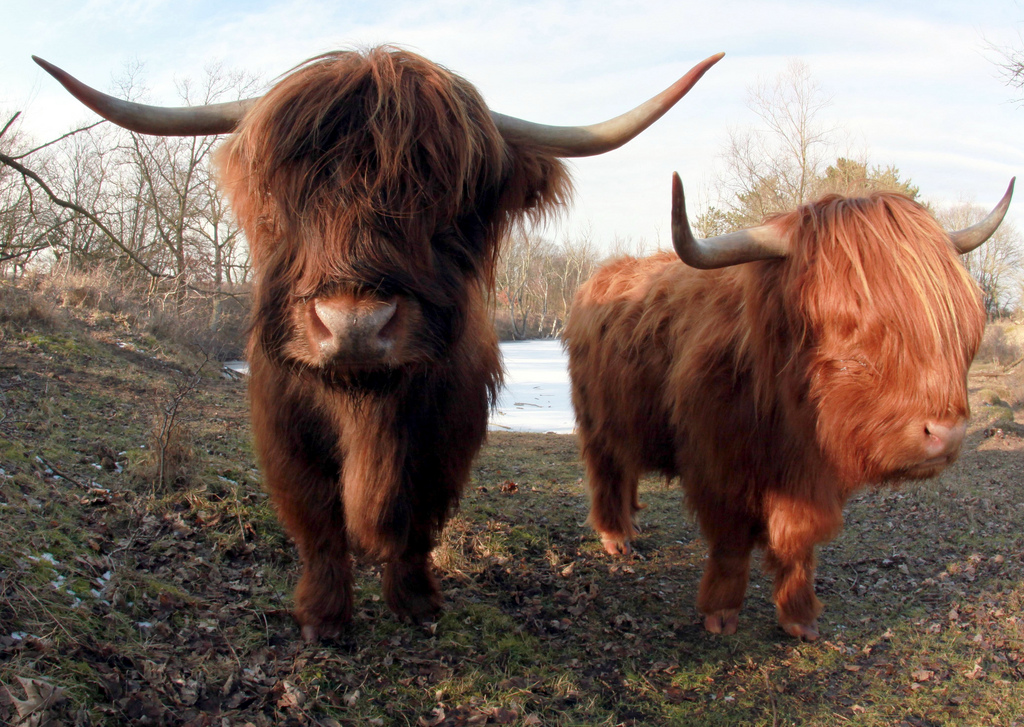
Шотландская порода

Вдоль берега Северного моря лежит песчаный пляж, который не является частью национального парка. Песчаная дюна, расположенная за пляжем, защищает внутренние области от моря, и, таким образом, смягчает в них климат. Когда-то внутренние области орошались грунтовыми водами, затем началось осущение грунтовых вод. Внутренние области также состоят из песчаных дюн, которые передвигаются под действием ветра и осадков. Скорость передвижения зависит от наличия растительности на дюнах, поэтому эта скорость увеличивается по мере понижения уровня грунтовых вод. В 2003 году было принято решение прекратить осушение, после чего площадь дюн, покрытая растениями, увеличилась. В долинах между дюнами встречаются озёра, и национальный парк является одним из крупнейших в Нидерландах резерватом птиц. Самое большое из озёр — Вогелмеер, «Птичье озеро» — принимает каждые год большое количество перелётных птиц.
Часть территории парка занимают леса, как лиственные (бук), так и хвойные (сосна). Самый большой лесной массив находится на северо-востоке парка. Там искусственно разведена длинношёрстная шотландская порода коров.
В парке в большом количестве водятся лисы, олени и кролики, из земноводных — жабы и саламандры.

## Туризм
В парке имеется большая сеть пешеходных троп и велосипедных дорожек, интегрированная в соответствующие национальные сети.
Информационный центр национального парка находится около его южного выхода.
Внутри парка находится замок Дёйнлюст, построенный в начале XIX века. В парке находится также военное кладбище и два монумента на месте расстрелов участников движения сопротивления.